# Galiciske Nationalpark
Galiciske Nationalpark (ukrainsk: Галицький національний природний парк) er et område med skov, steppe, eng og vådområder i grænselandene mellem de ukrainske Karpater (Skovkarpaterne) og den sydvestlige del af den østeuropæiske slette. Parken ligger i det administrative distrikt Ivano-Frankivsk Raion i Ivano-Frankivsk oblast i det vestlige Ukraine.

## Topografi
Parken ligger ved foden af de nordlige skråninger af Karpaterne. Parkens område er et kludetæppe af 16 områder langs Dnjestr-floden og op i bakkerne langs adskillige store bifloder.

## Flora og fauna
Den Galiciske Nationalpark ligger på grænsen mellem to vigtige økoregioner - den centraleuropæiske økoregion med blandede skove og økoregionen i Karpaternes bjergskove. På grund af blandingen af flora og fauna i en sådan overgangszone udviser parken stor biodiversitet. Omkring 70% af parken er skovklædt, og yderligere 15% er vådområder. Skovdækket er primært eg-avnbøg og eg-bøg. 

## Offentlig brug
Parken har et omfattende stisystem til vandreture og økologisk uddannelse. Der er et naturmuseum på grunden ("The Nature of Galician Earth") i Halych. Det har 199 udstillinger, herunder dioramaer af lokale habitater og udstillinger af over 180 dyr. Parken sponsorerer også et dyreredningscenter til at tage sig af syge eller sårede dyr, som offentligheden kan besøge. Der er et mindre gebyr for adgang til parken, og for brug af stier og udvalgte attraktioner.